# John Magri
John Magri (* 7. April 1941) ist ein ehemaliger maltesischer Radrennfahrer.

## Sportliche Laufbahn
Magri war Straßenradsportler und Teilnehmer der Olympischen Sommerspiele 1972 in München. Im Mannschaftszeitfahren kam Malta mit John Magri, Louis Bezzina, Joseph Said und Alfred Tonna auf den 31. Rang. Er begann erst mit 24 Jahren mit dem Radsport.
Später wurde er Präsident des Mosta Cycling Club und Nationaltrainer im Radsport.